# Monsieur Bégonia
 (août 2024).
Si vous disposez d'ouvrages ou d'articles de référence ou si vous connaissez des sites web de qualité traitant du thème abordé ici, merci de compléter l'article en donnant les références utiles à sa vérifiabilité et en les liant à la section « Notes et références ».
Pour plus de détails, voir Fiche technique et Distribution.
Monsieur Bégonia est un film français réalisé par André Hugon, sorti en 1937. 

## Fiche technique
- Titre original : Monsieur Bégonia
- Réalisation : André Hugon
- Scénario et dialogues : Georges Fagot, d'après son roman du même titre
- Décors : Émile Duquesne
- Photographie : Marc Bujard et Tahar Hannache
- Musique : Vincent Scotto et Jacques Janin
- Société de production : Films André Hugon
- Pays d'origine :  France
- Format :  Son mono - 35 mm - Noir et blanc - 1,37:1
- Genre : Comédie
- Durée : 92 minutes
- Date de sortie : France : 22 décembre 1937
- Affiche : Roger Cartier (France)

## Distribution
- Max Régnier : Max ou M. Bégonia
- Josette Day : Marguerite
- Colette Darfeuil : Émilienne
- Paul Pauley : M. Merchant
- Pierre Stephen : Poussier
- Camille Bert : Papalagos
- Suzanne Dehelly : Mme Merchant
- Liliane Gauthier : Germaine
- Jean Kolb : le directeur de la banque
- Robert Seller : Baptiste
- Odette Talazac : une cliente
- Jean Toulout : l'inspecteur
- Assia Granatouroff
- Marguerite de Morlaye